# توماس غوردون
توماس غوردون (بالإنجليزية: Thomas Gordon)‏ هو عالم نفس أمريكي، ولد في 11 مارس 1918 في كاليفورنيا في الولايات المتحدة، وتوفي بنفس المكان في 26 أغسطس 2002.